# Frating
Frating is een civil parish in het bestuurlijke gebied Tendring, in het Engelse graafschap Essex met 537 inwoners.